# Eregalerij (Rijksmuseum)

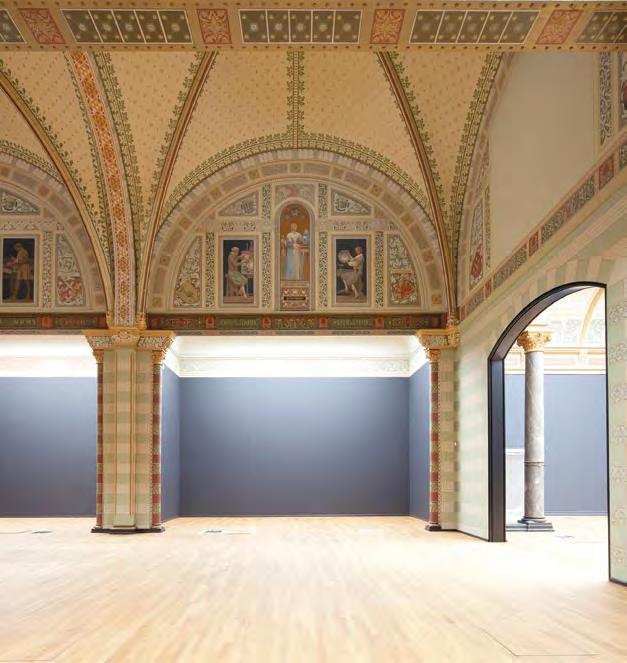
Een kabinet

De Eregalerij is een zaal van het Rijksmuseum Amsterdam waar vijftig bekende schilderijen tentoongesteld hangen. De ruimte vormt de middenas van het door de architect Pierre Cuypers ontworpen Rijksmuseumgebouw. 
De Eregalerij bevindt zich boven de passage. De eregalerij sluit aan de voorkant aan op de voorhal, en aan de achterkant op de Nachtwachtzaal. De galerij is aan weerszijden voorzien van vier kabinetten met bovenlichten. Boven de kabinetten zijn de Nederlandse provincies afgebeeld.
Bij de opening in 1885 waren alle kabinetten langs de galerij voorzien van gordijnen. Op de hoofdgang stonden beelden tentoongesteld.

## Vrouwelijke kunstenaars
Ter gelegenheid van de jaarlijkse Internationale Vrouwendag werden op 8 maart 2021 voor het eerst drie werken van vrouwelijke kunstenaars toegevoegd aan de eregalerij. Het gaat hier om de Nederlandse schilders Judith Leyster, Gesina ter Borch, en Rachel Ruysch. 

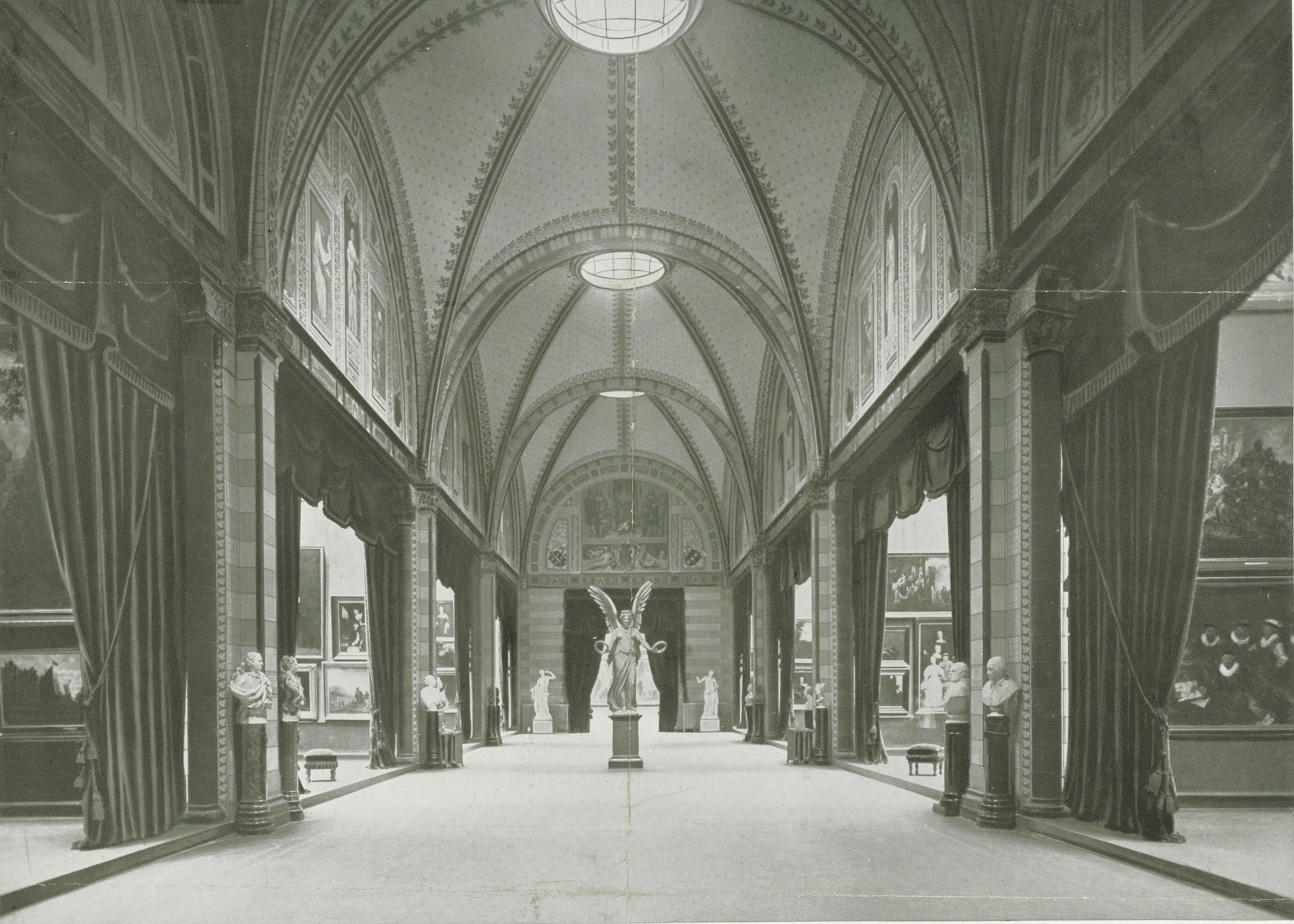
Eregalerij in 1907
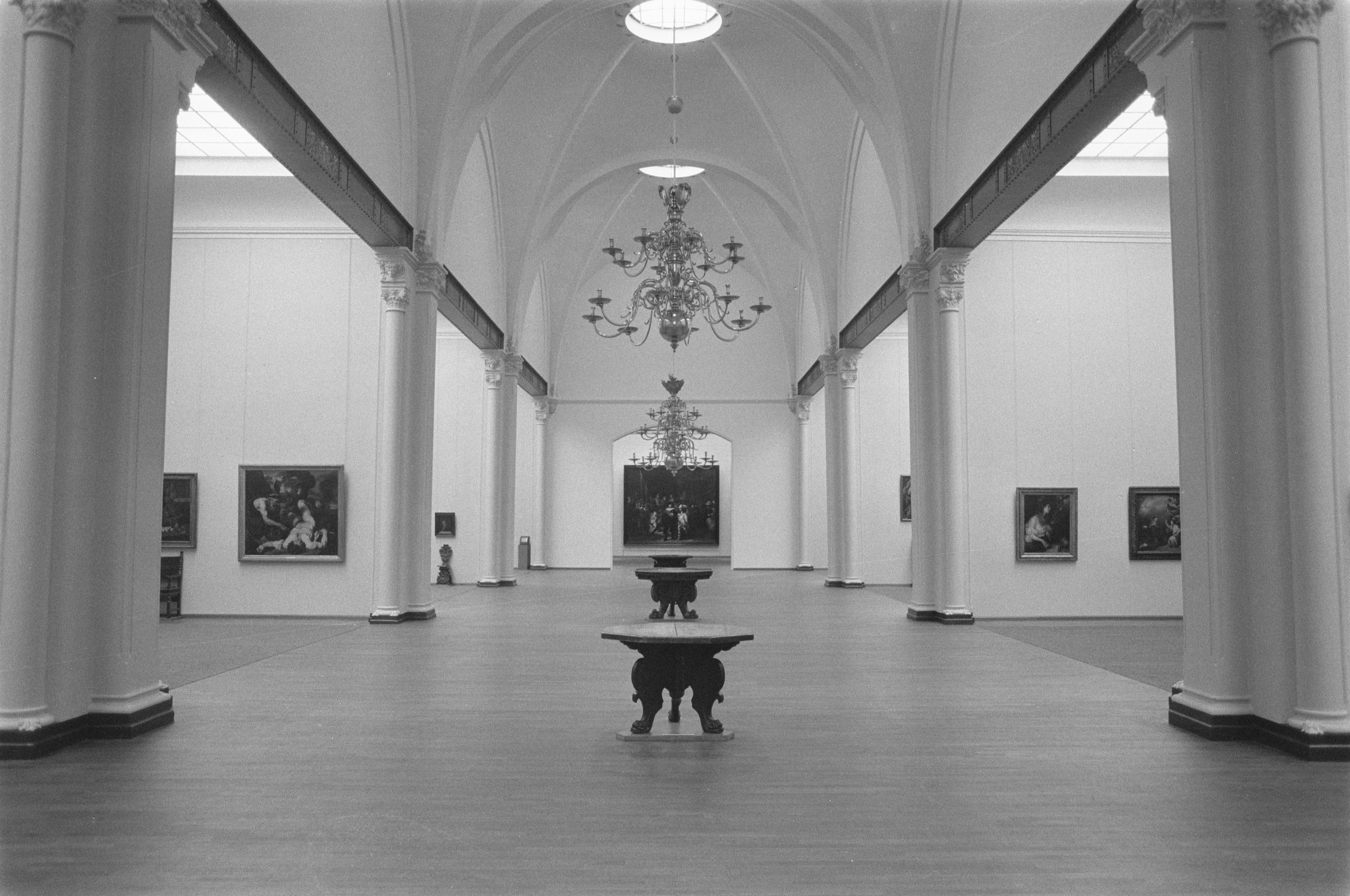
Eregalerij na de verbouwing in 1984

Hoofdgebouw (Voorhal · Eregalerij · Nachtwachtzaal · Cuypersbibliotheek) ·
Philipsvleugel (Fragmentengebouw · Druckeruitbouw) ·
Teekenschool ·
tuin